# 自治労社会保険関係労働組合連合
自治労社会保険関係労働組合連合（じちろうしゃかいほけんかんけいろうどうくみあいれんごう、略称：社保労連（しゃほろうれん））は、日本の労働組合組織である。社会保険庁職員の労組で全日本自治団体労働組合（自治労）の内部組織だったが、2007年以降は自治労の加盟組織として日本年金機構、全国健康保険協会および厚生労働省職員から構成されている。

## 概要
社会保険庁職員は国家公務員であり、国家公務員試験によって採用されていた。しかし、本庁以外の職員は、かつて都道府県知事の指揮監督を受ける地方事務官であったことから、国家公務員の労働組合ではなく、地方公務員の労働組合である自治労に加盟していた。その中で、社会保険担当職員は下部組織として全日本自治団体労働組合国費評議会を結成し、他の国家公務員が所属する国公労に対して、社会党に組織内候補を出している自治労に所属する社会保険担当職員らは各地で社会党候補支援など政治活動を積極的に行っていた。
国費評議会は、1972年8月に結成され、全国40都道府県に何らかの活動拠点があった。全国47都道府県のうち、35が当該都道府県職労の「国費評議会」として、都道府県の職員団体に参加していた。また、5県が社会保険庁職員単独の職員団体として都道府県人事委員会や人事院に登録していた。
2000年の地方分権一括法の施行に伴い、地方事務官制度は廃止され、都道府県の組織から切り離されることになった。ただし、経過措置で7年間に限り、都道府県の職員団体に加入することが許された。
2007年4月に、経過措置が失効したことで組織と名称を変更して、全国社会保険職員労働組合に移行し、自治労の内部組織から自治労の加盟単組となった。
2010年には、社会保険庁が解散し、日本年金機構および全国健康保険協会が発足するとともに年金関係業務の一部が厚生労働省の地方厚生局に移管されたことにより、社保労組は解散し、新たに社会保険関係の3単組を傘下に置く自治労社会保険関係労働組合連合（社保労連）が発足した。社保労連加盟の3組合の自治労内での所属は都道府県本部ではなく「社保労連」であり、都道府県本部と同格の扱いとなっている。

## 加盟組合
- 日本年金機構職員労働組合（ねんきん機構労組）
- 協会けんぽ職員労働組合（けんぽ労組）
- 自治労厚生労働省職員労働組合（厚労職員労組）

## 年金記録問題
2007年5月に、国会での社会保険庁改革関連法案の審議や、マスコミの報道において、社会保険庁が年金のデータのオンライン化をした際、コンピュータ入力にミスや不備が多いこと、基礎年金番号に統合されていない厚生年金番号・国民年金番号が多く存在すること（年金記録問題）が明らかになり、年金記録のずさんな管理が批判された。そのような事態を招いた原因が様々に論じられる中、1970年代後半に社会保険庁が全国オンライン化計画をする際、自治労中央執行委員長が社会保険庁長官に申立書を出していたこと、またその実施に伴い労働強化を生じさせないよう配慮するとの覚書を取り交わしていたことが問題視された。

### 社会保険庁との覚書等
- 1977年3月9日に、自治労中央執行委員長と自治労国費評議会議長が連名で、社会保険庁長官に対し「社会保険業務の全国オンライン化計画に対し、反対である」とする申入書を提出した
- 1979年3月13日に、自治労中央執行委員長と国費評議会議長が連名で社会保険庁長官と「オンライン化計画の実施に伴う覚書」を取り交わした。
- 覚書等の主な内容

1. 覚書（1件）…社会保険庁長官と自治労中央執行委員長との間で交わしたもの。社会保険業務の全国オンライン化計画の実施に伴い、労働強化を生じさせないよう配慮する。
2. 確認事項等（97件）…社会保険庁総務課長、職員課長と自治労国費評議会事務局長との間で交わしたもの。新規業務の開始や事務処理の変更を行う際に、必要な定員・予算を確保する、健康管理に努める、労働強化を生じさせないよう配慮する（例；「キーボードを45分操作したら15分休憩」「キーボードへのタッチは1日当たり平均5000以内」等）。
- 覚書全文

### 自由民主党、メディアからの批判
年金記録問題が大きな政治的争点に浮上したこともあり、当時の与党であった自民党はこれらの「覚書」「確認事項」を取り上げ、職員の怠慢によってこの問題が引き起こされたのであり、混乱を招いた原因は労組にあるという趣旨の主張を展開した。一部のメディアや言論人もそれと同じ論調で全国社保労組や自治労を批判した。
産経新聞は2007年6月16日付の紙面で、下記のように労組を批判する記事を掲載した。
- 社会保険庁は数十人の幹部と1万数千人の職員で構成されており、数年で本省に転出する幹部と違い、社保庁に勤務し続ける一般職員をまとめる役割を果たしていた労組の職場での影響力は大きかった。
- 労使のなれ合いと職員の怠慢が年金記録問題の根本原因である。

また読売新聞は、2007年6月16日付の紙面で、上記の「覚書」等を結んでいたことを指摘した上で、「実際に国民から『社会保険事務所が混雑しても、職員は平然と休憩している』『職員向けマッサージチェアの購入など年金保険料が流用された』といった批判が出ているのも事実だ。」と批判した。

### 覚書等に関する全国社会保険職員労働組合の主張
これに対して自治労本部と全国社保労組は、6月11日付で「『年金記録問題』に対する基本的考え方」を発表し、与党の批判に対して以下のように主張した。
- 位置付け
  - 全国社会保険職員労働組合（旧自治労国費評議会）と社会保険庁当局との間で交わされた「覚書」「確認事項」とは、法的拘束力を持たない、いわゆる「紳士協定」的な位置づけであり、そのほとんどが新たな業務を開始するにあたって、現場が混乱しないよう、ひいては行政サービスに支障をきたさないよう、労使間で整理してきたものである。
- 破棄に至る経緯
  - 2004年の年金国会後の社会保険庁改革がスタートした際、この「確認事項」等について改革の妨げになるのではないかとの懸念がなされたこと、その内容についても、既に相当な時間を経過していることもあり、その後の業務取扱いの変更などにより必要がなくなっているものも多くあったことなどから、2005年1月までにこれらの「覚書」、「確認事項」はすべて破棄している。
- 覚書の内容
  - 端末操作時間やキータッチ数の規定(「窓口でのパソコン作業では、キーボードを45分操作したら15分休憩」「キーボードへのタッチは1日当たり平均5000以内」)など「内容が非常識である」と指摘されている「覚書」については、1979年に社会保険業務を全国でオンライン化するにあたって交わされたものである。当時はキーボードを扱うオンラインシステムなどがまだ一般社会に普及しておらず、頸肩腕障害の社会問題化などのコンピュータによる健康面への影響が懸念された時代に、労使間で整理された「機器操作にあたる職員の健康管理にかかるルール」であり、連続作業時間ごとに「操作しない時間」を設けることなどは、現在の厚生労働省ガイドライン(VDT作業における労働衛生管理のためのガイドライン)にも盛り込まれている。
- 『年金記録問題』との関連
  - 今回の『年金記録問題』については、多くの現場職員を組織する労働組合としても『利用者の立場に立った対応に不十分さがあったこと』『チェック機能が不十分であったこと』などを真摯に反省し、国民の不安解消にむけて精一杯努力しなければなりませんが、一部で指摘されているように、様々な問題が『労働組合のせい』で生じたかのように断罪されることは事実誤認である。

### 年金記録問題検証委員会の報告
2007年10月31日、総務省に設置された年金記録問題検証委員会は報告書を公表し、年金記録問題の原因について次のように指摘した。
「厚生労働省及び社会保険庁の年金管理に関する基本的姿勢」に問題があるとし、具体的には、
- 国民の大切な年金に関する記録を正確に作成し、保管・管理するという組織全体としての使命感、国民の信任を受けて業務を行うという責任感が、厚生労働省及び社会保険庁に決定的に欠如していたこと
- 社会保険庁は、年金制度改正・記録管理方式の変更等の際に、年金記録の正確性を確保することの認識が不十分であり、関係する記録･資料を適切に管理していくという組織としての責任を果たしてこなかったこと
- 社会保険庁は、年金記録の正確性を常に確保する業務運営を行うべきであり、それが裁定時における基本的資料となるべきものであるのに、現実には「裁定時主義」という安易な考えの下に、そうした厳密な姿勢を欠いたまま業務を継続したこと

の三点を主因とした。
その一方で、社会保険庁職員の多数派組合である「自治労国費評議会（現・全国社会保険職員労働組合）に対しては、「オンライン化反対闘争等を通じて業務の合理化に反対し、自分たちの待遇改善を目指すことに偏りすぎた運動を展開したことにより、職員の意識や業務運営に大きな影響を与え、ひいては、年金記録の適切な管理を阻害した責任がある」とし、自治労国費評議会にも年金記録問題の責任の一因があると指摘している。

## 政党との関係
2000年まで社保庁の職員は「地方事務官」の立場で各県に所属していた。社保庁の地方支分部局は都道府県庁の組織だったが、職員の身分は国家公務員であった。国公労傘下の労組が政治活動をしないのに対して、地方の県庁に勤務している国家公務員という身分のため、各都道府県知事には人事権がなかったことで配属された各都道府県・地域で社会党候補支援など積極的政治活動をしていた。そのため、社会党の機関紙の社会新報OBによると、社会保険事務所は各都道府県の社会党候補の応援拠点となっていた。社会党から社民党になり、議員の多くが民主党所属になると一部は社民党を支持し続けたものの、組合自体は民主党支持になった。その後も上部組織である自治労と共に、民進党や立憲民主党の議員や候補を支持をしている。2017年には参議院選挙に向けた自治労社会保険関係労組連合会定期総会にて日教組出身の相原久美子参議院議員が自治労出身の候補と出席している。